# Blind Melon
Blind Melon é uma banda americana de rock que atua desde a década de 1990, com interrupções. Encerrou suas atividades em 1995 com a morte de seu vocalista Shannon Hoon devido a uma overdose de cocaína, mas retornou à atividade em 2006 com a mesma formação inicial, sendo Hoon substituído por Travis Warren.

## História
A história da banda começou em 1989, quando o seu líder e vocalista Shannon Hoon deixa sua cidade natal, Lafayette - estado de Indiana - em direção a Los Angeles, onde encontra os outros membros do grupo.
Já em 1991 o Blind Melon assina um contrato de $500.000 com a Capitol Records e começa a gravar seu primeiro disco, que tinha como título o nome da banda e viria a ser lançado em setembro de 1992.
Ainda em 1991, o amigo e conterrâneo de Shannon Axl Rose, o convida para fazer participações especiais em algumas canções do álbum "Use Your Illusion" do Guns N' Roses, dentre as quais "November Rain" e "Don't Cry". Nesta última Shannon dividiu os vocais com Axl e também participou do videoclipe, fato que mais tarde contribuiria para a divulgação do próprio Blind Melon, já que o videoclipe foi exaustivamente exibido no mundo todo e muita gente quis saber quem era o vocalista que cantava ao lado de Axl.
Porém o sucesso veio mesmo em 1993 com o lançamento do single e do videoclipe de "No Rain". Como um foguete, a música atingiu o 3º lugar na Billboard e o disco atingiu a incrível marca de 2 milhões em poucos meses. É difícil encontrar alguém que nunca o tenha visto o videoclipe da canção. O "clipe da abelhinha" (interpretada pela atriz mirim Heather DeLoach), como até hoje é conhecido, foi um dos mais executados daquele ano, e na MTV Brasil foi o videoclipe que mais vezes atingiu o 1º lugar das paradas em 1993, dividindo o mérito apenas com Madonna. [carece de fontes?]O álbum acabaria por vender mais de 4 milhões de cópias somente nos Estados Unidos e cerca de 6 milhões em todo o mundo.
Em 1994 a banda foi indicada ao Grammy nas categorias Melhor Artista Novo e Melhor Banda de Rock, mas não levou nenhum dos dois prêmios. No mesmo ano eles ainda tocaram no Woodstock '94, que é considerado por muitos fans o maior e melhor show já feito pelo Blind Melon.
Em 1995 a história da banda começa a mudar: em agosto foi lançado o segundo álbum do Blind Melon, "Soup", no entanto a banda mal teve tempo de divulgar o novo trabalho já que em 21 de Outubro Shannon é encontrado morto no ônibus da banda, em Nova Orleans, vítima de overdose de cocaína. O vocalista, que já tinha sérios problemas com drogas desde os 17 anos, morreu aos 28 anos deixando uma filha de apenas 3 meses, Nico Blue Hoon.
Em meio a promessas de retomar às atividades, os membros da banda lançam o álbum póstumo "Nico" (em homenagem à filha de Shannon, composto de versões demo e músicas que haviam ficado de fora dos álbuns anteriores). O álbum tem ainda uma faixa multímídia contendo entrevistas e trechos de videoclipes, dentre os quais "No Rain" e "Toes Across The Floor".
Após muitos anos, e diversos projetos paralelos como Extra Virgin, The Tender Trio, Luma, Unified Theory, The Meek e Abandon Jalopy; os integrantes originais da banda juntaram-se à Travis Warren (da banda Rain Fur Rent) em Setembro de 2006 que substituíra Shannon Hoon como vocalista. A reunificação da banda resultou no álbum "For My Friends", lançado em 22 de Abril de 2008 pela Adrenaline Music, com 13 canções novas.
No dia 8 de novembro de 2008, o Blind Melon anuncia o cancelamento da turnê, o vocalista Travis Warren deixou a banda por estar com problemas na voz. Muitos falaram que ele seria substituído por Chris Shinn (ex-Unified Theory), mas isto não aconteceu.  Até que em 2011, o vocalista Travis Warren retorna e o Blind Melon inicia uma nova turnê, inclusive com shows na América do Sul, como Argentina e Chile.

## Integrantes
- Travis Warren - vocal
- Glen Graham - bateria
- Nathan Towne - baixo
- Christopher Thorn - guitarra
- Rogers Stevens - guitarra

### Ex-integrantes
- Shannon Hoon - vocal (falecido em 1995)
- Brad Smith - baixo

## Discografia
- 1992 - Blind Melon
- 1995 - Soup
- 1996 - Nico
- 2008 - For My Friends